# Kalksteinmauer Laussa
Kalksteinmauer Laussa ist die Bezeichnung eines Naturschutzgebiets nach der Fauna-Flora-Habitatrichtlinie im österreichischen Bundesland Oberösterreich. Es erstreckt sich vom westlichsten Teil der Gemeinde Laussa, dem 688 m hohen Jochberg, über die Hetzerhöhe und von dort weiter entlang des Laussabachs bis zum Zentrum Laussas. Von dort verläuft das Naturschutzgebiet längs der Kalksteinmauer ca. 1 km nach Osten bis zur Südseite des 680 m hohen Mitterbergs.

## Geologie
Die Kalksteinmauer markiert den Übergang des Naturraumes Nördliche Kalkalpen zum Flyschbergland. Dadurch finden sich in der ganzen Gegend Durchmischungen von Flysch-Sanden und Rauhwacke, dabei heben sich die markanten, zum Teil sehr steilen Rauhwacke-Felsformationen, von den flacheren Geländeprofilen ab.

## Flora und Fauna
Im Naturschutzgebiet befinden sich unterschiedliche Biotopformen, neben Magerwiesen gibt es meso- und thermophile Schlucht- und Buchenwälder sowie Rauwacke-Felsen. Von großer ökologischer Bedeutung sind hochwertige Magerwiesen, die in dieser Dichte in Oberösterreich nur in der Region Laussa-Ternberg-Losenstein zu finden sind, was zu einem großen Reichtum an seltenen Pflanzen- und Tierarten führt. Vor allem im Bereich der Orchideenwiese finden sich seltene Pflanzen wie die Pyramiden-Hundswurz und der Großblütige Fingerhut, aber auch Hirschzungen, Wacholder und Seidelbast.

## Wandern
- Im Naturschutzgebiet verläuft der Energiepfad Windpark, in dessen Verlauf über die Themen Klima- und Umweltschutz informiert wird.[3]
- Die Etappe Laussa-Neustift des Sebalduswegs verläuft durch das Naturschutzgebiet.[4]